# Мій шлях (фільм, 2011)
«Мій шлях» (кор. 마이웨이) — південнокорейський кінофільм режисера Кан Джегю, який вийшов на екрани в 2011 році.
Фільм розповідає про корейця який під час Другої Світової Війни, побував у трьох арміях світу — японській, радянській і вермахті.

## Сюжет
За часів японського правління в Кореї доля звела двох хлопчиків — корейця Кім Джунсіка (Чан Дон Гон) та японця Тацуо Хасегаву (Джо Одагірі). З самого знайомства вони змагаються у бігу, виростають, змагаючись на змаганнях марафонців. Батько Кім Джунсіка передає подарунок від міністра діду Хасегаве, той розуміє, що це міна і накриває її своїм тілом. Тацуо виганяє родину Кім Джунсіка з садиби, батька Кім Джунсіка жорстоко б'ють і калічать у японських катівнях. Японці забороняють корейцям брати участь у змаганнях. Кім Джунсік стає рикшею. Один із його пасажирів — корейський марафонець, олімпійський чемпіон Кі Джон Сон звертає увагу на незвичайного бігуна-рікшу і домагається для нього участі у відбірному змаганні на олімпіаду в Токіо. Кім Джунсік приходить першим, але судді його дискваліфікують. Ображена корейська молодь влаштовує бунт, юнаків кидають у в'язницю і за вироком суду зараховують рядовими до японської імператорської армії. Хасегава відмовляється вчитися в берлінському медичному університеті і теж йде до армії.
Вони зустрічаються знову на річці Халхин-Гол, коли в японську частину, де служить Кім Джунсік, прибуває командувати Тацуо Хасегава. Він зазнає поразок і починає своє командування з того, що змушує колишнього японського командира зробити харакірі. Під час одного з епізодів взвод Кім Джунсіка бере в полон китайську снайперку Сюелай (Фань Бінбін), яка помститься японським загарбникам. Армійські будні тривають недовго, під час раптової масованої танкової атаки радянських БТ-5 і БТ-7 японці зазнають нищівної поразки, і обидва колишні суперники потрапляють у радянський полон.
Потрапивши до табору під Кунгуром (Пермська область), японські та корейські військовополонені працюють на лісоповалі, голодують, мерзнуть. З полоненими не церемоняться, померлих від обмороження спалюють у місцевому крематорії, які прокралися — вішають, бунтівників — розстрілюють. Слідкувати за порядком призначили старого друга Кім Джунсіка, якого тут звуть російською мовою Антон. Дивом уникнувши розстрілу, Кім Джунсік та Тацуо Хасегава надягають радянську уніформу та вирушають до лав РСЧА на східний фронт воювати за СРСР проти Німеччини.
Після прибуття до Дєдовська (Московська область) японсько-корейським червоноармійцям роздають гвинтівки і з червоними прапорами кидають у бій із німецькими військами. Атака захлинається, червоноармійців, що відступають, з кулеметів розстрілюють свої ж. Навколо — безглузде кровопролиття та інші жахи війни. Контужений Тацуо Хасегава, дивлячись на радянського командира, який посилає їх на вірну смерть, згадує себе таким же. Відтепер колишні суперники мають лише одну мету — бажання вижити, лише для того, щоб повернутися додому.
Захопивши німецьку карту у вбитого німецького солдата, двоє героїв вирушають із Дєдовська через гори до німців. Незабаром головні герої зустрічають їх у покинутому селищі, але самі розлучаються.
Доля зводить їх знову в 1944 на узбережжі в Нормандії, на будівництві берегових оборонних споруд. Обидва служать у східному батальйоні вермахту та мріють втекти, щоб повернутися додому. Однак у день запланованої втечі на їхній ділянці починається висадка союзних військ. На цей раз їм не вдалося врятуватися разом. Кім Джунсік гине, а Тацуо Хасегава потрапляють в полон до американців.

## Нагороди
У 2013 році номінувався на американську кінопремію «Сатурн» як найкращий фільм іноземною мовою.

## Зйомки
Виробництво фільму зайняло 8 місяців (з жовтня 2010 р. до червня 2011 р.). Спочатку картину передбачалося знімати на території Китаю, Монголії та Росії, проте через різні причини (погода, розміщення знімальних груп та акторів, вартість зйомок тощо) основну частину фільму було вирішено знімати на території Південної Кореї. Зокрема, сцени на початку фільму (де показується Кенсон часів японської окупації) були зняті у повіті Хапчхон у провінції Кенсан-Намдо на півдні Корейського півострова, сцени трудового табору для військовополонених під Перм'ю — у горах національного парку Чхоноксан провінції Канвондо на східному узбережжі Південної Кореї. Самим універсальним знімальним майданчиком стала територія, відгороджена від Жовтого моря дамбою Семангім — рівнина, площею 401 км². Різні частини цієї рівнини мають різні природні характеристики, тому знімальна бригада, розділивши рівнину на три умовні частини, досягла ефекту зміни локації зйомок. Головну сцену фільму — висадку союзників у Нормандії — режисер вирішив будь-що-будь знімати в Європі. Протягом майже двох років спеціальна частина знімальної бригади досліджувала інформацію про десятки місць на узбережжях Каспійського, Середземного та Чорного морів, проте зрештою вибір ліг на латвійське узбережжя Балтійського моря.

## В ролях
- Чан Дон Гон — кореєць Кім Джунсік
- Джо Одагірі — японець Тацуо Хасегава
- Фань Бінбін — китайська снайперша Сюелай